# Paitou (köpinghuvudort i Kina, Zhejiang Sheng, lat 29,61, long 120,15)
Paitou (kinesiska: 牌头, 牌头镇) är en köpinghuvudort i Kina. Den ligger i provinsen Zhejiang, i den östra delen av landet, omkring 72 kilometer söder om provinshuvudstaden Hangzhou. Antalet invånare är 42 189. Befolkningen består av 21 483 kvinnor och 20 706 män. Barn under 15 år utgör 12,0 %, vuxna 15-64 år 74 %, och äldre över 65 år 12,0 %.
Runt Paitou är det tätbefolkat, med 493 invånare per kvadratkilometer. Närmaste större samhälle är Zhuji, 15,3 km nordost om Paitou. I omgivningarna runt Paitou växer i huvudsak blandskog.
Genomsnittlig årsnederbörd är 2 020 millimeter. Den regnigaste månaden är juni, med i genomsnitt 365 mm nederbörd, och den torraste är januari, med 79 mm nederbörd.